# Olympische Sommerspiele 1956/Leichtathletik – 10.000 m (Männer)

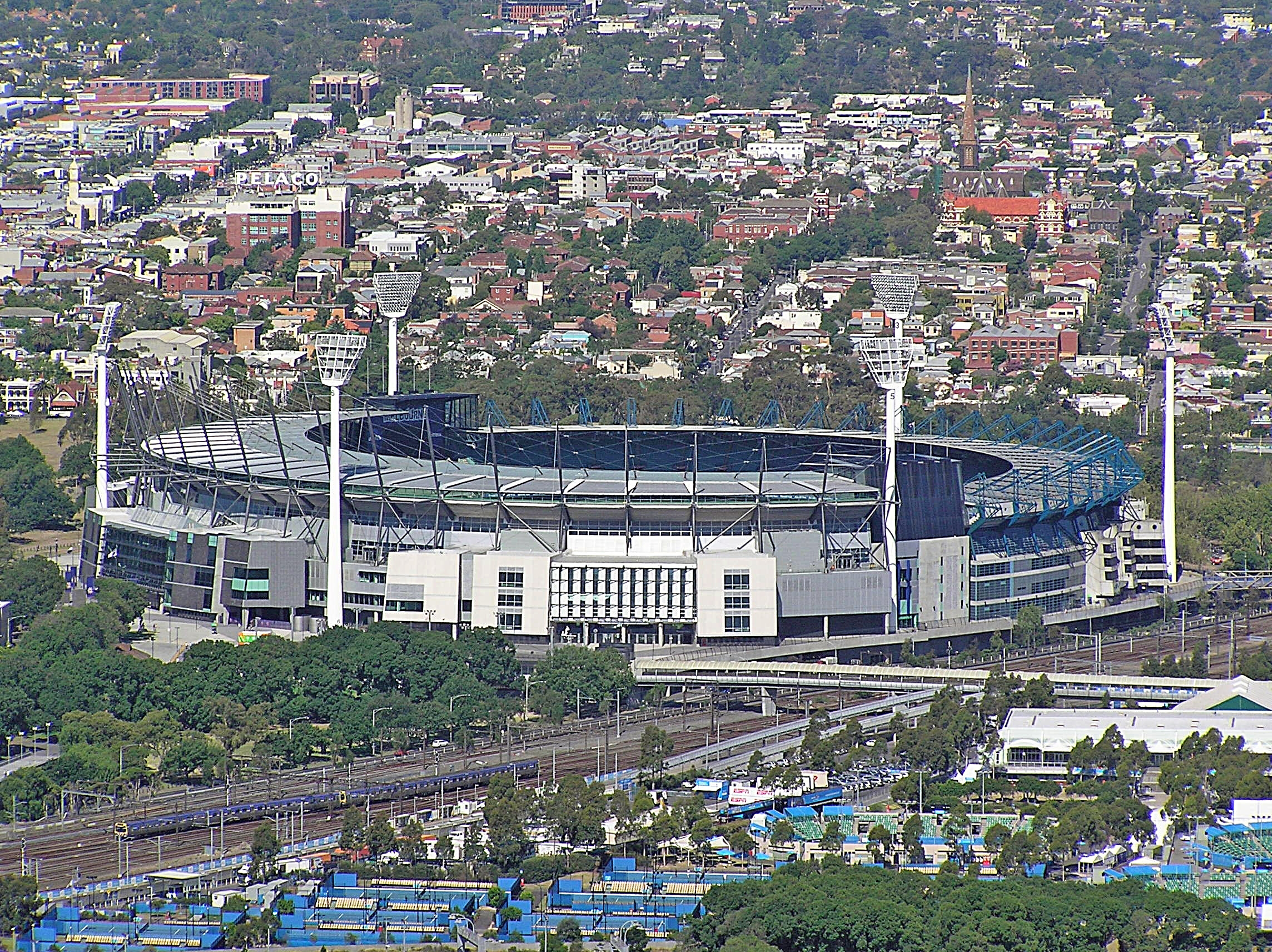
Melbourne Cricket Ground, Olympiastadion (hier im Jahr 2008)

Der 10.000-Meter-Lauf der Männer bei den Olympischen Spielen 1956 in Melbourne wurde am 23. November 1956 im Melbourne Cricket Ground ausgetragen. 25 Athleten nahmen teil.
Olympiasieger wurde Wolodymyr Kuz aus der Sowjetunion. Er gewann vor dem Ungarn József Kovács und dem Australier Allan Lawrence.
Schweizer und österreichische Athleten nahmen nicht teil. Drei Deutsche gingen an den Start. Herbert Schade belegte Platz neun, Walter Konrad wurde Dreizehnter, Klaus Porbadnik Siebzehnter.

## Rekorde

### Bestehende Rekorde
| Weltrekord         | 28:30,4 min | Wolodymyr Kuz ( Sowjetunion)     | Moskau, Sowjetunion   | 11. September 1956 |
| Olympischer Rekord | 29:17,0 min | Emil Zátopek ( Tschechoslowakei) | OS Helsinki, Finnland | 20. Juli 1952      |

### Rekordverbesserung
Der sowjetische Olympiasieger Wolodymyr Kuz verbesserte den bestehenden olympischen Rekord im Rennen am 23. November um 31,4 Sekunden auf 28:45,6 min. Zu seinem eigenen Weltrekord fehlten ihm 15,2 Sekunden.

## Durchführung des Wettbewerbs
Die Läufer traten am 23. November um 18:00 Uhr (UTC + 10) zum Rennen an. Es fanden keine Qualifikationsläufe statt.

## Rennen und Endergebnis

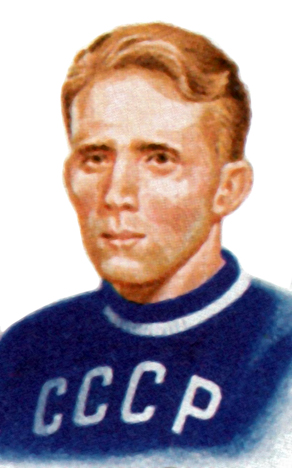
Olympiasieger Wolodymyr Kuz zermürbte seine Gegner mit laufenden Tempowechseln

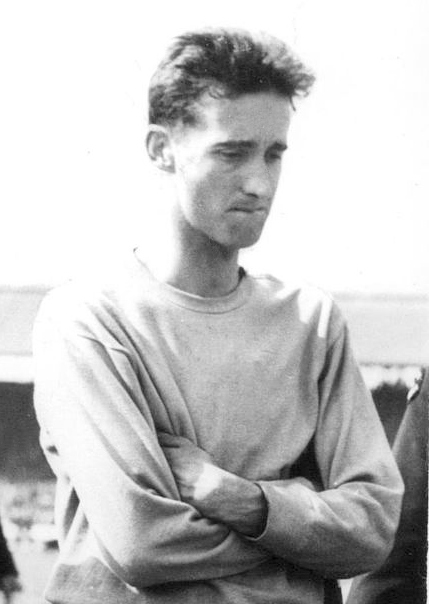
Gordon Pirie heftete sich zu lange an die Fersen des Siegers und wurde am Ende Achter

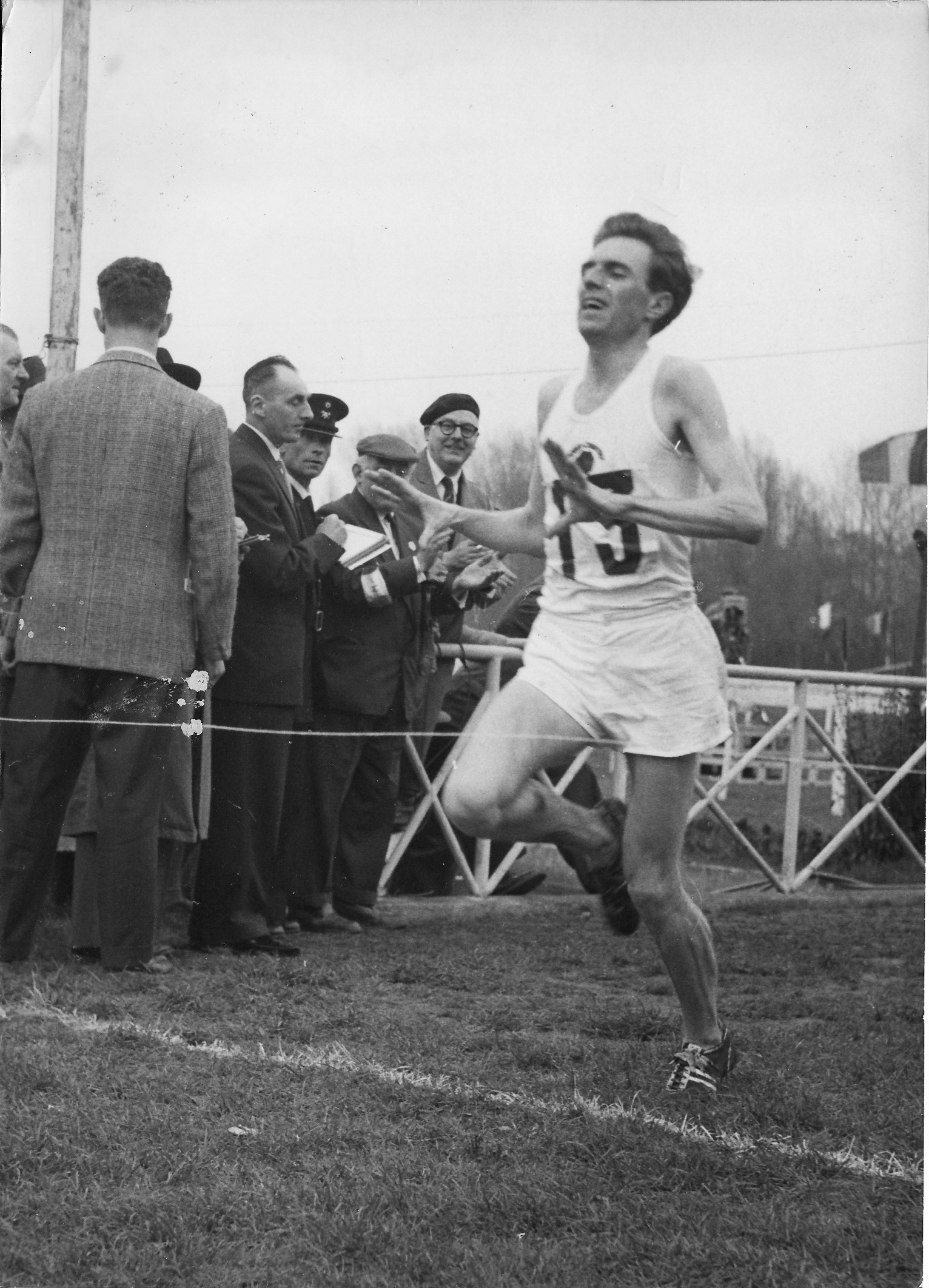
Rang zehn für Frank Sando

Datum: 23. November 1956, 18:00 Uhr
Für ein paar Läufer lassen sich in den Quellen keine Zeitangaben mehr finden.
| Platz | Name                  | Nation                | Offizielle Zeit handgestoppt | Inoffizielle Zeit elektronisch |
| ----- | --------------------- | --------------------- | ---------------------------- | ------------------------------ |
| 1     | Wolodymyr Kuz         | Sowjetunion           | 28:45,6 min OR               | 28:45,59 min                   |
| 2     | József Kovács         | Ungarn                | 28:52,4 min                  | 28:52,36 min                   |
| 3     | Allan Lawrence        | Australien            | 28:53,6 min                  | 28:53,59 min                   |
| 4     | Zdzisław Krzyszkowiak | Polen                 | 29:05,0 min                  | 29:05,41 min                   |
| 5     | Ken Norris            | Großbritannien        | 29:21,6 min                  | k. A.                          |
| 6     | Iwan Tschernjawskyj   | Sowjetunion           | 29:31,6 min                  | k. A.                          |
| 7     | Dave Power            | Australien            | 29:49,2 min                  | k. A.                          |
| 8     | Gordon Pirie          | Großbritannien        | 29:49,6 min                  | k. A.                          |
| 9     | Herbert Schade        | Deutschland           | 30:00,6 min                  | k. A.                          |
| 10    | Frank Sando           | Großbritannien        | 30:05,0 min                  | k. A.                          |
| 11    | Pavel Kantorek        | Tschechoslowakei      | 30:06,0 min                  | k. A.                          |
| 12    | Alain Mimoun          | Frankreich            | 30:18,0 min                  | k. A.                          |
| 13    | Walter Konrad         | Deutschland           | 30:30,0 min                  | k. A.                          |
| 14    | Frans Herman          | Belgien               | 000k. A.                     | k. A.                          |
| 15    | Thyge Thøgersen       | Dänemark              | 000k. A.                     | k. A.                          |
| 16    | Pjotr Bolotnikow      | Sowjetunion           | 000k. A.                     | k. A.                          |
| 17    | Klaus Porbadnik       | Deutschland           | 000k. A.                     | k. A.                          |
| 18    | Gordon McKenzie       | USA                   | 30:34,4 min                  | k. A.                          |
| 19    | Rune Åhlund           | Schweden              | 30:57,0 min                  | k. A.                          |
| 20    | Dave Stephens         | Australien            | 000k. A.                     | k. A.                          |
| 21    | Dick Hart             | USA                   | 31:06,8 min                  | k. A.                          |
| 22    | Ilmari Taipale        | Finnland              | 31:10,6 min                  | k. A.                          |
| 23    | Doug Kyle             | Kanada                | 31:21,0 min                  | k. A.                          |
| DNF   | Max Truex             | USA                   |                              |                                |
| DNF   | Myitung Naw           | Birma                 |                              |                                |
| DNS   | Demissie Gamatcho     | Äthiopien             |                              |                                |
| DNS   | Olavi Rinteenpää      | Finnland              |                              |                                |
| DNS   | Miklós Szabó          | Ungarn                |                              |                                |
| DNS   | Ali Baghbanbashi      | Iran                  |                              |                                |
| DNS   | Arere Anentia         | Britisch-Ostafrika    |                              |                                |
| DNS   | Kanuti Sum            | Britisch-Ostafrika    |                              |                                |
| DNS   | Jerzy Chromik         | Polen                 |                              |                                |
| DNS   | Jan Barnard           | Südafrikanische Union |                              |                                |
| DNS   | Mercer Davies         | Südafrikanische Union |                              |                                |
| DNS   | Emil Zátopek          | Tschechoslowakei      |                              |                                |

Als Favoriten galten Weltrekordhalter Wolodymyr Kuz aus der Sowjetunion und der Brite Gordon Pirie, Weltrekordinhaber über 5000 Meter. Kuz begann das Rennen mit hohem Tempo. Schnell lief das Duo Kuz – Pirie alleine vorne weg mit weltrekordreifen Zwischenzeiten – 1000 m: 2:43,0 min / 3000 m: 8:26,0 min / 5000 m: 14:06,8 min. Bei Streckenhälfte waren die beiden gerade einmal zwei Zehntelsekunden langsamer als der aktuelle 5000-Meter-Olympiarekord.
Lange Zeit ließ sich der Brite nicht abschütteln. Daher verlegte sich Kuz auf seine Taktik schneller Tempowechsel. Pirie übernahm zwischenzeitlich die Führung, dann verschärfte Kuz wieder. Drei Runden vor dem Ziel war Pirie völlig ausgelaugt, er hatte sich übernommen und fiel letztendlich bis auf den achten Platz zurück. Fünf Tage später über 5000 Meter machte Pirie es besser und errang die Silbermedaille.
Kuz musste jetzt nicht mehr alles geben und ließ es etwas austrudeln. Die letzte Runde absolvierte er in 66,7 Sekunden und gewann mit komfortablem Vorsprung seine erste Goldmedaille. Dahinter kamen der Ungar József Kovács und der Australier Allan Lawrence, die sich ihre Kräfte besser eingeteilt hatten als Pirie, auf die Plätze zwei und drei. Den olympischen Rekord seines Vorgängers Emil Zátopek verbesserte Kuz um mehr als eine halbe Minute.
Wolodymyr Kuz errang den ersten sowjetischen Olympiasieg über 10.000 Meter.

József Kovács und Allan Lawrence waren die ersten Medaillengewinner für ihre Länder in dieser Disziplin.

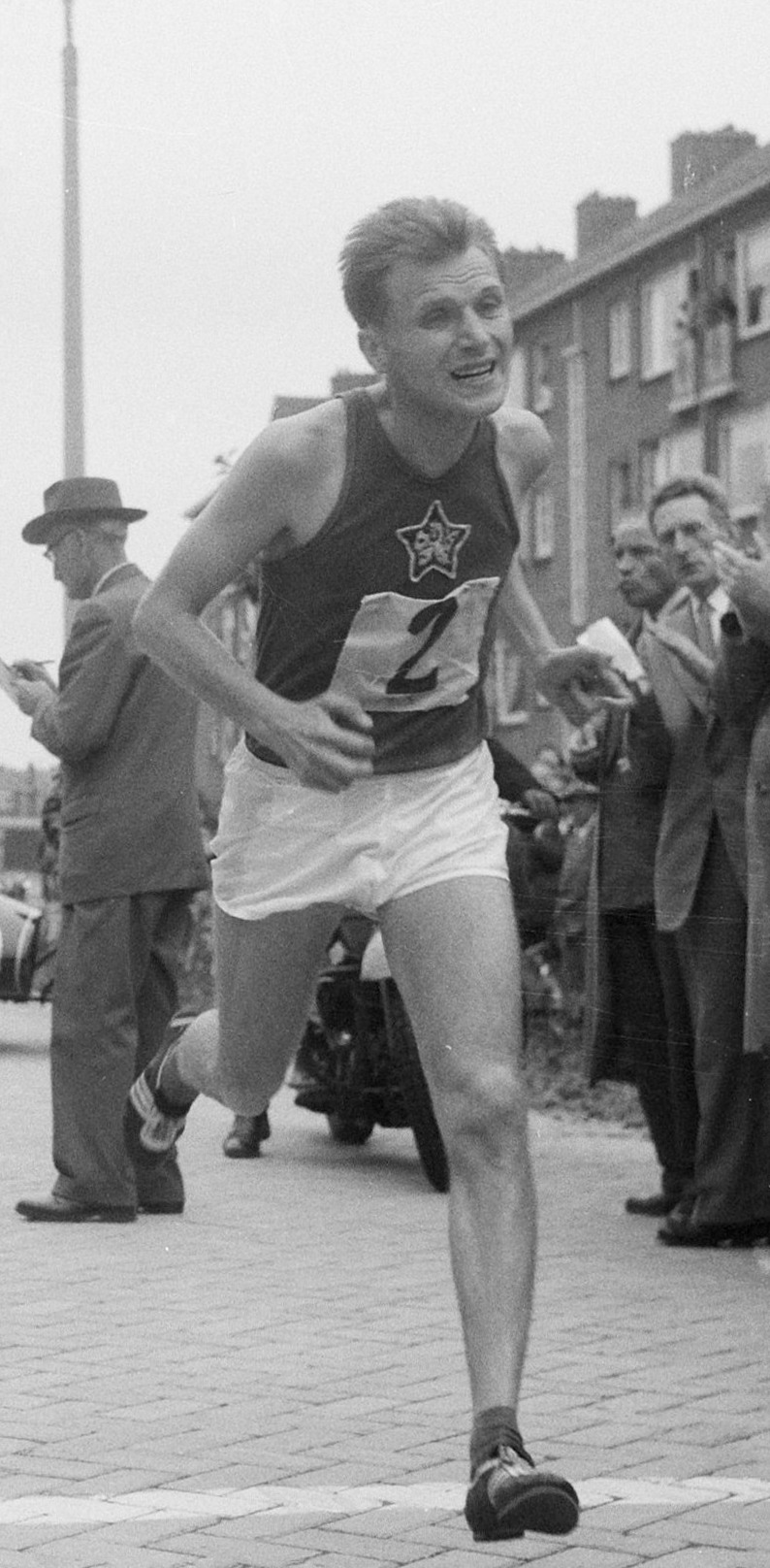
Der elftplatzierte Pavel Kantorek
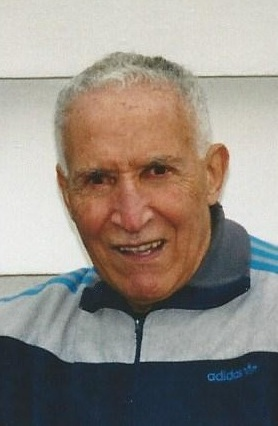
Alain Mimoun (hier im Jahr 2001) – zweifacher Olympiazweiter von 1952 und hier acht Tage später Olympiasieger im Marathonlauf – belegte Rang zwölf
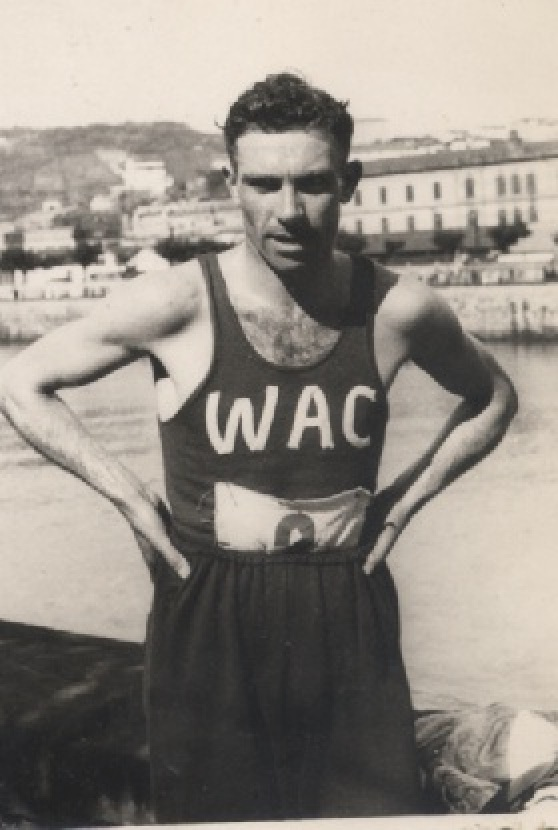
Frans Herman kam auf den vierzehnten Platz
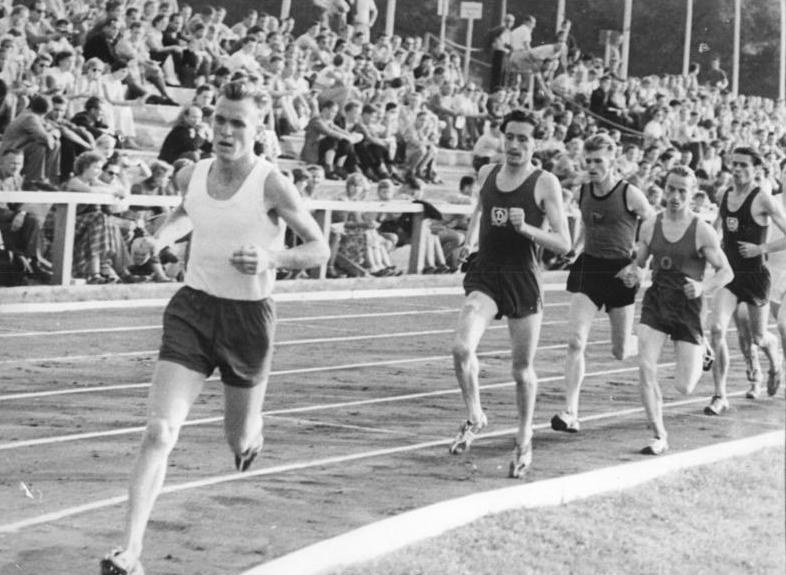
Klaus Porbadnik (hier als Führender bei den DDR-Meisterschaften 1955) erreichte Platz siebzehn

## Videolinks
- Melbourne 1956 Official Olympic Film - Part 2 | Olympic History, Bereich: 4:13 min bis 8:45 min, youtube.com, abgerufen am 14. August 2021
- Melbourne 1956 Olympic Games - Official Olympic Film | Olympic History, Bereich 26:41 min – 31:18 min, youtube.com, abgerufen am 3. Oktober 2017